# Zbigniew Nienacki
Zbigniew Nienacki, skutečné jméno Zbigniew Tomasz Nowicki (1. ledna 1929, Lodž – 23. září 1994, Morąg), byl polský spisovatel a novinář.
Byl synem úředníka a učitelky. Debutoval v 17 letech. Největší slávu mu přinesla série dobrodružných knih pod společným jménem „Pan Auťák“ (pol. Pan Samochodzik).

## Život

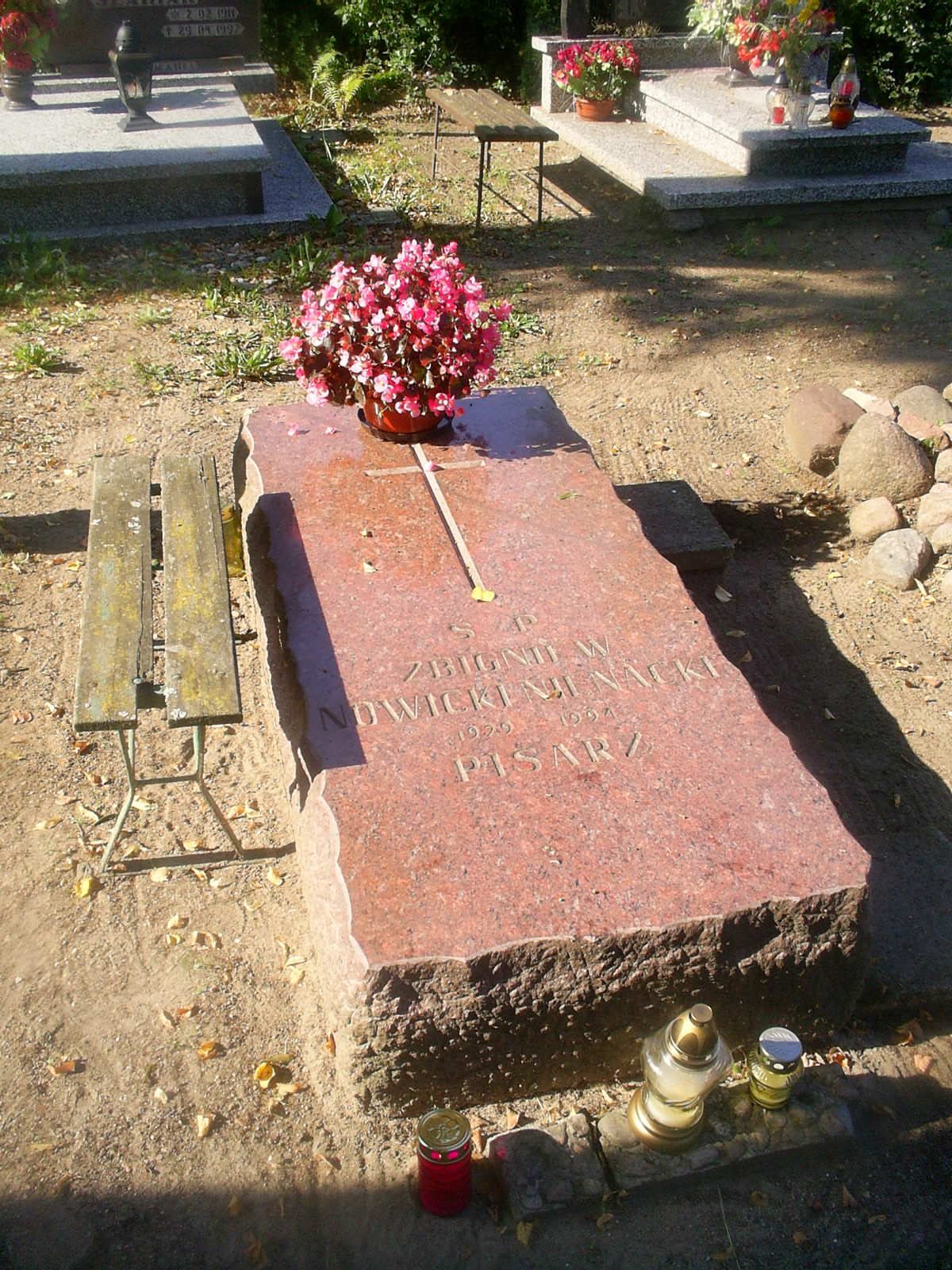
Hrob Zbigniewa Nienackého v Jerzwałdu

V roce 1940 byl spolu s rodinou vysídlen do obce Słupia Skierniewicka, kde pracoval fyzicky. Po válce se vrátil do Lodži, kde brzy zahájil výuku v místní Všeobecně vzdělávací škole č. 3.
V roce 1948 školu dodělal a odjel do Sklářské Poruby, kde krátce pracoval jako vychovatel. Ve stejném roce zahájil studium na Státní filmové vysoké škole (Państwowa Wyższa Szkoła Filmowa) v Lodži. Rok nato získal stipendium a odjel studovat do Moskvy na Všeruském státním kinematografickém institutu, odkud však byl nucen se vrátit v roce 1950 s posudkem "antistalinista". Byl přerušen tisk jeho první knihy Chłopcy, Nienacki byl vyhozen z vysoké školy a jeho otec z práce.
Po jisté době byl přijat jako novinář v novinách Głos Robotniczy (Dělnícký hlas), kde pracoval do roku 1958. V tomto období začal používat pseudonym Zbigniew Nienacki. V 1952 se oženil s Helenou Dębskou, v 1953 se narodil syn Mariusz. V roce 1964 opustil ženu a syna, aby se mohl věnovat kariéře spisovatele. Průlomový v jeho životě byl rok 1967, kdy se přestěhoval do Jerzwałdu u Iławy.
Zbigniew Nienacki byl aktivním členem PZPR (od 1962), v 80. letech psal v lokálních tisku články kritizující hnutí Solidarita.

## Dílo
Série „Pan Auťák“:
- Wyspa Złoczyńców (1964)
- Pan Samochodzik i templariusze (1966) (č. Pan Auťák a templáři)
- Księga strachów (1967)
- Niesamowity dwór (1969)
- Nowe przygody Pana Samochodzika (1970)
- Pan Samochodzik i zagadki Fromborka (1972)
- Pan Samochodzik i Fantomas (1973) (č. Pan Auťák a Fantomas)
- Pan Samochodzik i tajemnica tajemnic (1975) (č. Pan Auťák a pražské tajemství)
- Pan Samochodzik i Winnetou (1976) (č. Pan Auťák a Vinnetou)
- Pan Samochodzik i Niewidzialni (1977)
- Pan Samochodzik i złota rękawica (1979)
- Pan Samochodzik i człowiek z UFO (1985)

Další knihy:
- Lasička
- Pytel Jidášů

Několik románů bylo zfilmováno, mj. Pan Auťák a pražské tajemství pod názvem Pražské tajemství.